# Frida Weber-Flessburg

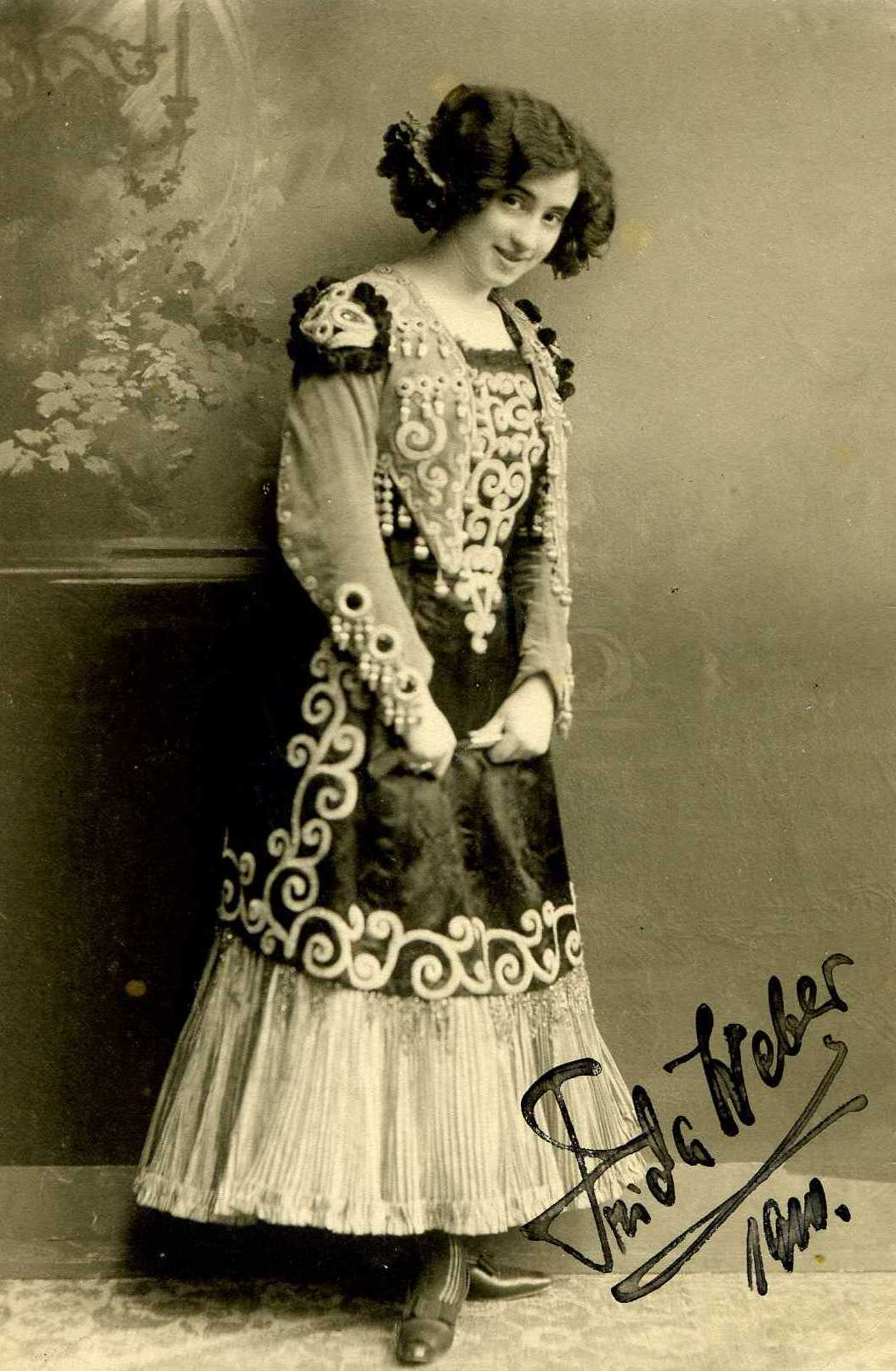
Frida Weber-Flessburg

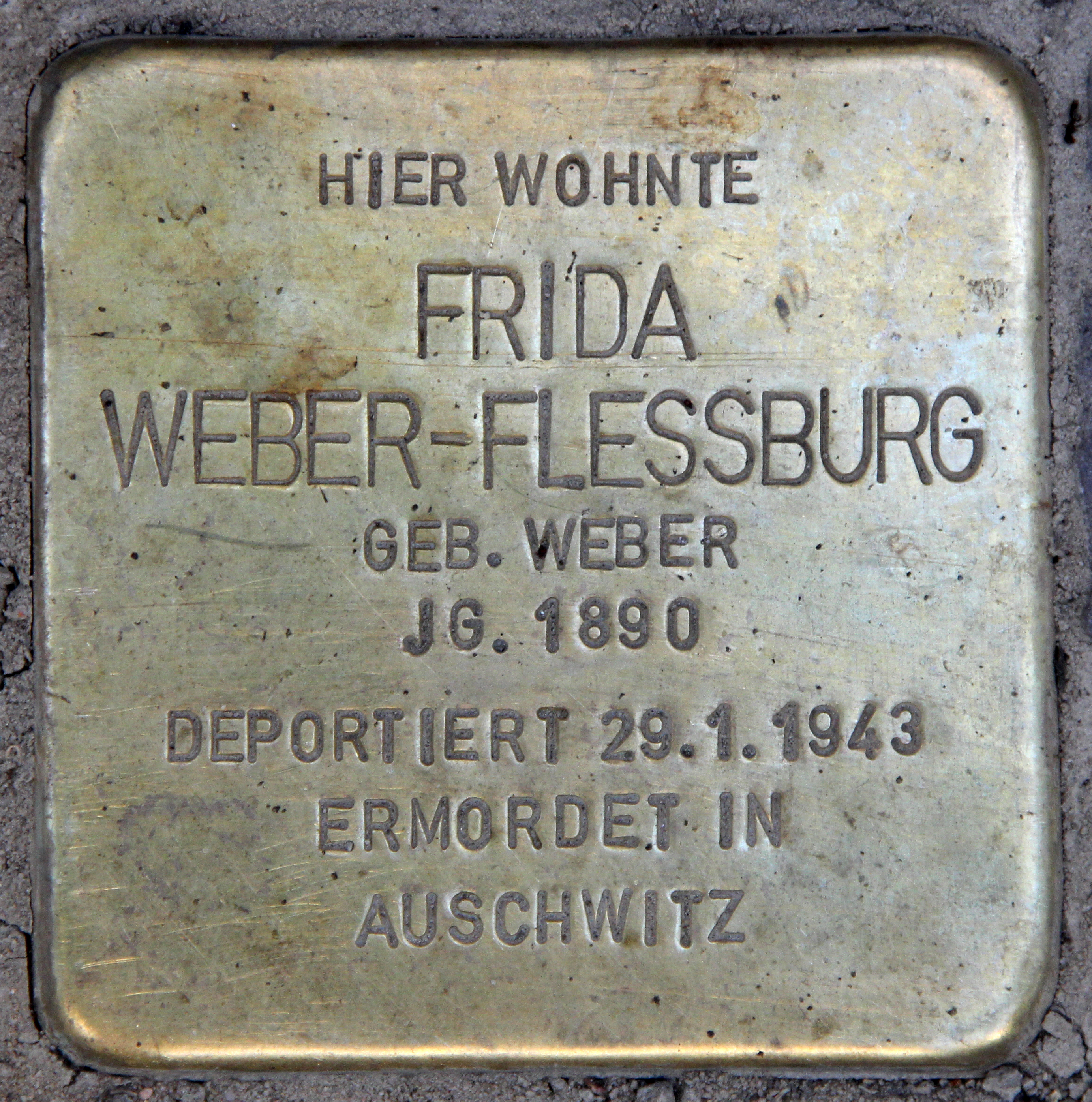
Stolperstein, Hektorstraße 3, in Berlin-Halensee

Frida Weber-Flessburg (Geburtsname: Frieda oder Frida Weber; * 16. November 1890 in Krakau; † 30. Januar 1943 (?) im KZ Auschwitz) war eine deutsche Opernsängerin (Sopran), die ihren Karrierehöhepunkt um das Jahr 1930 hatte und während des Holocaust von den Nationalsozialisten in Auschwitz ermordet wurde.

## Leben
Frida (Frieda) Weber stammt aus einer wohlhabenden Krakauer Familie. Bereits mit 17 Jahren nahm sie in Berlin am Stern’schen Konservatorium ihr Studium in Gesang, Deklamation und Oper auf. Ihr Gesangslehrer war der Tenor Nikolaus Rothmühl, Deklamation lernte sie bei Hans oder Bruno Tuerschmann (beide lehrten zur selben Zeit am Konservatorium).
Ob und wo Frida Weber eine Bühnenkarriere startete, ist unbekannt. Bereits aus dem Jahre 1911 existiert aber eine Bühnenkarte der damals 21-Jährigen. Richtig bekannt wurde sie erst nach der Heirat mit dem populären Berliner Sänger Alexander Flessburg. Unter dem Namen Frida Weber-Flessburg trat sie im Rundfunk auf und besang Schallplatten. Das Buch Künstler am Rundfunk widmete der Sängerin, die „sich seit Jahren einen guten Namen erworben“ habe, eine Seite mit Foto. Unter den zahlreichen Schallplattenaufnahmen finden sich Opernarien (etwa aus La Bohème von Giacomo Puccini und Martha von Friedrich von Flotow), Operettenmelodien (so aus Die lustige Witwe von Franz Lehár), Lieder (Schlichte Weisen von Max Reger) und auch seinerzeit moderne Schlager (wie Ich bin von Kopf bis Fuß auf Liebe eingestellt von Friedrich Hollaender). Duette aus Der liebe Augustin von Leo Fall sang sie mit ihrem Mann Alexander Flessburg (Anna, was ist denn mit dir?) und mit Max Kuttner (Und der Himmel hängt voller Geigen sowie Wo steht denn das geschrieben?). Auch Max Mensing gehörte zu ihren Duettpartnern. Mit ihm sang sie unter anderem das Duett Ich möcht heiraten! aus dem Film Mädchen zum Heiraten. Zusammen mit ihrem Ehemann parodierte sie dieses Lied in der Aufnahme Du mußt heiraten! – Eine lustige moderne Schlagerparodie, wobei sie auch ihr komisches Talent zeigen konnte. Auf den Plattenetiketten gibt es übrigens sowohl die Vornamensversion „Frida“ als auch „Frieda“.
1933 änderte sich alles. Frida Weber-Flessburg erhielt als Jüdin Auftrittsverbot. Ihr Name erschien im denunziatorischen Lexikon der Juden in der Musik. Ihre Ehe mit Alexander Flessburg zerbrach (wann genau ist unbekannt). Eine gemeinsame Tochter, Ruth, konnte vor den Nationalsozialisten in die Schweiz fliehen. Alexander Flessburg, der sich nicht mit dem Regime gemein gemacht hatte, starb 1942 im Alter von 59 Jahren.
Nach Ausbruch des Zweiten Weltkrieges musste Frida Weber-Flessburg in einem Rüstungsbetrieb als Löterin arbeiten. In der Nacht vom 18. zum 19. Januar 1943 wurde sie mit zwei anderen Hausbewohnern aus ihrer Wohnung in der Hektorstraße 3 in Berlin von der Gestapo abgeholt. Zehn Tage musste sie im Sammellager an der Großen Hamburger Straße verbringen, ehe sie am 29. Januar vom Güterbahnhof Moabit aus, zusammen mit 1004 anderen Menschen, ins 570 Kilometer entfernte Vernichtungslager Auschwitz verfrachtet wurde. Unmittelbar nach der Ankunft wurden 724 dieser Menschen, darunter Frida Weber-Flessburg, in den Gaskammern von Auschwitz-Birkenau umgebracht. Zu Ehren der ermordeten Sängerin wurde am 8. Mai 2012 an ihrem ehemaligen Wohnort in Berlin ein Stolperstein verlegt.

## Diskographie
- Frida Weber-Flessburg – Oper Operette Lied Schlager, CD, herausgegeben von der Frida-Leider-Gesellschaft, Berlin 2012